# IC 4355
IC 4355 — спиральная галактика типа Sa в созвездии Гончие Псы. Поверхностная яркость — 12,3 mag/arcmin². Этот объект входит в число перечисленных в оригинальной редакции «Нового общего каталога».
В галактике вспыхнула сверхновая SN 2000ck типа II, её пиковая видимая звездная величина составила 17,0.